# Huntingdon (stacja kolejowa)
Huntingdon (ang. Huntingdon railway station) – stacja kolejowa w Huntingdon, w hrabstwie Cambridgeshire, w Anglii. Stacja znajduje się na East Coast Main Line i ma trzy krawędzie peronowe; jeden peron krawędziowy i jeden wyspowy. Huntingdon jest zarządzany i obsługiwany przez Great Northern. Podczas robót inżynieryjnych lub okresowych zakłóceń pociągi Virgin Trains East Coast czasami zatrzymują się w Huntingdon, ale nie ma regularne połączenia Virgin Trains z tej stacji. Stacja obsługuje ok. 949 924 pasażerów rocznie (dane za rok 2021/2022).

## Historia
Gdy początkowo otwarto linię przez Great Northern Railway w dniu 7 sierpnia 1850 roku, stacja została nazwana Huntingdon, jednak od 1 lipca 1923 do dnia 15 czerwca 1965. stacja była znana jako Huntingdon North, aby odróżnić ją od pobliskiej stacji Huntingdon East położonej na linii pomiędzy Cambridge i Kettering poprzez St Ives. Ta linia została zamknięta dla ruchu pasażerskiego w czerwcu 1959.
Od połowy lat 70. do końca lat 80. stacja była powoli przebudowywana, począwszy od stacji z jednym peronem, przyległym do budynku kasowego i peronu wyspowego, aż do elektryfikacji stacji z głównym peronem, peronem wyspowym, a także oddzielnym peronem dla wolniejszych pociągów. Powodem jest to, że przed 1976, tylko trzy tory przechodziły przez stację, powodując poważne ograniczenie w ruchu.

## Połączenia
Stacja Huntingdon jest obsługiwana co półgodziny pociągami w kierunku południowym do London Kings Cross i kierunku północnym do Peterborough w ciągu dnia od poniedziałku do soboty. W niedziele te połączenie kursują w odstępach godzinowych. Czasy podróży do Londynu wynosi od około 1 godziny do 1 godziny 20 minut, w zależności od zatrzymywania się pociągów na południe od Hitchin.
Istnieją również dodatkowe połączenia w czasie szczytu w dni powszednie, które kursują z/do Kings Cross, zatrzymując się tylko w St. Neots, jak również takie, które dodatkowo zatrzymują się w St. Neots, Biggleswade i/lub Stevenage. Podróż pociągiem tym zwykle trwa około 40-45 minut do Kings Cross. Również kilka dodatkowych kursów z i do Londynu ma tutaj swój początek lub koniec.

## Linie kolejowe
- East Coast Main Line